# Đường Nam Kỳ Khởi Nghĩa, Thành phố Hồ Chí Minh
Đường Nam Kỳ Khởi Nghĩa, trước đây là đường Công Lý là một tuyến đường tại khu vực trung tâm Thành phố Hồ Chí Minh, nối từ cầu Công Lý (Quận 3) đến đường Võ Văn Kiệt (Quận 1). Tuyến đường này cùng với đường Nguyễn Văn Trỗi trên địa bàn quận Phú Nhuận là trục giao thông quan trọng kết nối Sân bay quốc tế Tân Sơn Nhất với trung tâm thành phố.

## Vị trí
Tuyến đường này bắt đầu từ đầu cầu Công Lý bắc qua kênh Nhiêu Lộc – Thị Nghè, đi theo hướng đông nam đến đường Điện Biên Phủ. Từ đây, đường trở thành một chiều, tiếp tục đi thẳng qua trước cổng Dinh Độc Lập rồi cắt qua hai con đường lớn tại khu vực trung tâm thành phố là Lê Lợi, Hàm Nghi và kết thúc tại đường Võ Văn Kiệt ven kênh Bến Nghé, ngay đầu đường hầm sông Sài Gòn phía Quận 1.

## Lịch sử
Đây là một trong những con đường có lịch sử lâu đời tại Thành phố Hồ Chí Minh, được xây dựng khi người Pháp quy hoạch đô thị Sài Gòn vào thế kỷ 19. Ban đầu, đường có tên là đường số 26, đến năm 1865 được đổi thành đường Impératrice, năm 1870 lại đổi thành đường Mac Mahon. Tên đường Mac Mahon được đặt theo tên Thống chế Pháp Patrice de Mac Mahon, còn được người Sài Gòn bấy giờ đọc một cách khôi hài là "Mặt má hồng". Lúc này, đường chỉ kéo dài đến đường Trần Quốc Toản ngày nay, tương tự đường Pellerin. Cuối thập niên 1930, một thời gian sau khi sân bay Tân Sơn Nhất khai thác các chuyến bay quốc tế, để tăng kết nối giữa sân bay với thành phố Sài Gòn, chính quyền đã cho xây dựng đường Mac Mahon nối dài (rue Mac-Mahon prolongée), con đường được khánh thành vào năm 1938.
Năm 1945, sau khi tái chiếm Sài Gòn, người Pháp lại đổi tên đoạn đường từ đường Lý Tự Trọng đi về hướng sân bay thành đường Général de Gaulle, đoạn còn lại về hướng rạch Bến Nghé vẫn mang tên Mac Mahon. Đến năm 1952, đại tướng Jean de Lattre de Tassigny qua đời, chính quyền đặt tên đường Maréchal de Lattre de Tassigny cho đoạn đường từ đường Nguyễn Thị Minh Khai đến rạch Bến Nghé. Năm 1955, chính quyền Việt Nam Cộng hòa nhập hai đường Général de Gaulle và Maréchal de Lattre de Tassigny thành đường Công Lý. Riêng đoạn nối dài từ cầu Công Lý đi sân bay (thuộc tỉnh Gia Định) lúc này được đặt thành đường Ngô Đình Khôi, đến năm 1963 đổi thành đường Cách Mạng 1-11 (theo sự kiện Đảo chính Việt Nam Cộng hòa 1963).
Năm 1975, chính quyền Cộng hòa Miền Nam Việt Nam nhập hai con đường Công Lý và Cách Mạng 1-11 thành đường Nam Kỳ Khởi Nghĩa, kéo dài từ rạch Bến Nghé đến đường Hoàng Văn Thụ. Đến ngày 4 tháng 4 năm 1985, Ủy ban nhân dân Thành phố Hồ Chí Minh lại quyết định cắt đoạn đường từ cầu Công Lý đến đường Hoàng Văn Thụ đặt thành đường Nguyễn Văn Trỗi như hiện nay.

## Tình trạng tuyến đường

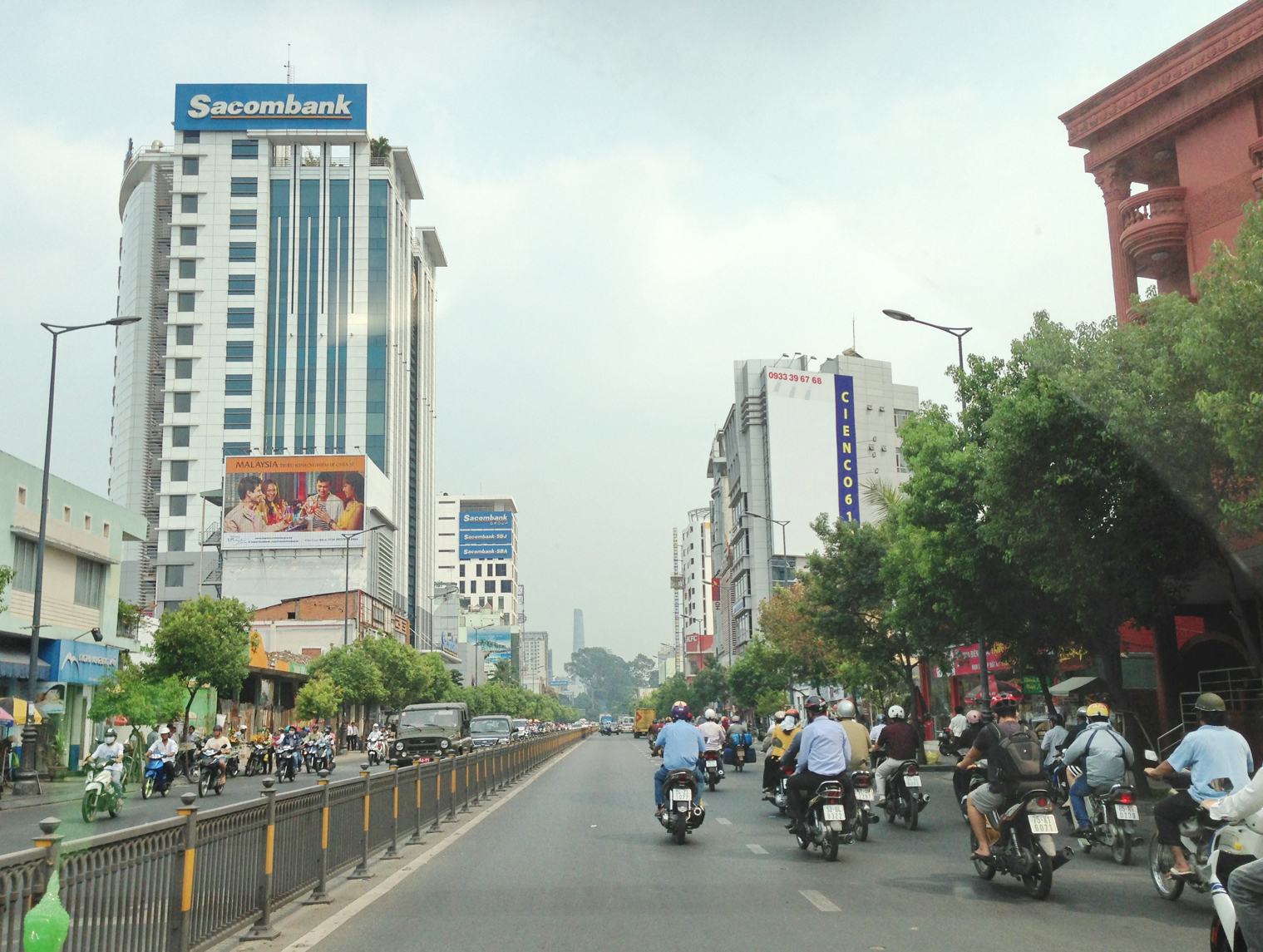
Đoạn đường được mở rộng

Ngày 8 tháng 10 năm 2003, Ủy ban nhân dân Thành phố Hồ Chí Minh phê duyệt dự án cải tạo mở rộng đường Nam Kỳ Khởi Nghĩa – Nguyễn Văn Trỗi, đoạn từ đường Trường Sơn đến đường Điện Biên Phủ với chiều dài 3,8 km, dự kiến hoàn thành vào năm 2005. Tuy nhiên trên thực tế, đến cuối năm 2005 tuyến đường mới được khởi công mở rộng. Công trình được khánh thành vào ngày 7 tháng 2 năm 2010.